# Regenbakken op Curaçao
Regenbakken op Curaçao, ook ren bak genoemd, zijn  regenwaterputten die op het eiland Curaçao worden gebruikt voor de opslag van water. De regenbakken zijn gebouwd van kalk, zand, grote rotsstenen en cement. De rotsstenen werden vervoerd vanaf Ronde Klip op houten wagens (Trùk di palu).
Er bestaan verschillende typen regenbakken. Sommige bevinden zich bovengronds, andere ondergronds onder de zitkamer of bij de entree van woningen. Weer anderen bevinden zich tegen een woning aan of op enkele meters afstand ervan.
Het klimaat op Curaçao is semi-aride. Er is een gemiddelde regenval van ongeveer 550 mm per jaar. Ook speelt de temperatuur een rol. Deze ligt tussen de 31,0 °C en 25,3 °C. Daardoor is de watervoorziening vaak een probleem voor mensen en beplanting.

## Geschiedenis
De geschiedenis van de watervoorziening is opgenomen in de Canon van Curaçao. De eerste bewoners van het eiland maakten gebruik van loopputten of loopkuilen (pos di pia) om aan water te komen. Deze loopputten werden bijvoorkeur gegraven op een plek met een hoge grondwaterspiegel.
Na de komst van de Spanjaarden en Nederlanders, kregen de bewoners de beschikking over gereedschappen om diepere putten te kunnen slaan. Op locaties waar veel putten werden geslagen, zoals rondom het Schottegat, sprak men over 'waterplantages'. Doordat de vraag naar water steeds groter werd, daalde de grondwaterspiegel en kwamen veel putten ten slotte droog te staan. In de negentiende eeuw kon men water kopen dat van elders werd gehaald, maar ook waren er regenbakken onder de stenen huizen, vlak onder de entree (sala) of patio. Op andere plekken, zoals in de buurt van de plantages, was men in de twintigste eeuw nog afhankelijk van loopputten en grote tonnen. Men had wel goten en tonnen maar geen regenbakken. Het gebruik van regenbakken verhoogde het risico op de gelekoortsmug.
Bij hoog liggende landhuizen werden vaak regenbakken toegepast. In de buurt ervan waren geen putten waar water gehaald kon worden. Andere vormen van watervoorziening zoals de waterkar (garosh'i awa) waren ook nauwelijks een optie.
Na de komst van de de olieraffinage van Shell steeg de vraag naar zoetwater. In 1928 begon het bedrijf met het distilleren van zeewater. Later kwam er waterleiding waarmee in de jaren 1960 de meeste huizen werden voorzien van zoetwatertoevoer.

## Waarde
Regenbakken op Curaçao hebben vaak een historische waarde. Afhankelijk van de positionering hebben ze ook architectonische en monumentale waarde. Losstaande regenbakken worden gebruikt voor het opvangen van hemelwater afkomstig van het hoofdpand door middel van aquaducten. De regenbakken hebben vaak zeer dikke wanden en ook worden deze van boven naar beneden vaak steeds dikker. In de hoeken zijn de muren met duidelijke rondingen afgewerkt en zijn er veel overloopspuwers (sakadó) aanwezig. Verder zijn de regenbakken meestal voorzien van een pannendak.
De binnenzijde van een regenbak wordt spiegelglad gemetseld om het ontstaan van algen tegen te gaan. Om het regenwater schoon te houden worden kleine visjes gebruikt om algen en insecten op te eten. De kwaliteit van het water wordt gecontroleerd door de Gezondheids- & Geneeskundige Dienst (GGD) van de Curaçaose overheid. Met regenbakwater is het goed theezetten, Curaçaose bonen worden er extra zacht in en het is volgens sommigen bij uitstek geschikt om het haar mee te wassen.

## Monument
Regenbakken worden nog steeds voor opslag van water gebruikt. Daarnaast krijgen ze ook steeds vaker een nieuwe functie. Het hebben van een regenbak wordt als een luxe gezien. Veel huizen hebben er geen meer of hij kreeg een andere functie.
Soms wordt er een extra verdieping op een regenbak geplaatst. Ook worden ze omgebouwd tot bijvoorbeeld slaapkamer, kantoor, zwembad, linnenkamer of archiefruimte. Daarbij moeten richtlijnen in acht worden genomen ter bescherming van de monumentale waarde. Bij het plaatsen van ramen in een regenbak moet de grootte van de opening worden beperkt. De monumentale karakteristieken mogen niet verloren gaan bij het restaureren van regenbakken. Er zijn specifieke richtlijnen opgesteld voor de voorbereiding en uitvoering van de restauratie. Hierbij kan worden gedacht aan het opvullen van een diepe regenbak tot een bruikbare vloerhoogte. Dit kan en mag gedaan worden, mits dat reversibel is.
Bij Landhuis Rooi Catootje is een duidelijk voorbeeld van het monumentale type regenbak. Op de foto's en plattegrond van het landhuis is duidelijk te zien dat de regenbak zich op enige afstand bevindt van het hoofdpand. Aan de binnenkant van de overloopspuwers zijn roosters geplaatst om vogels en blaadjes buiten te houden.

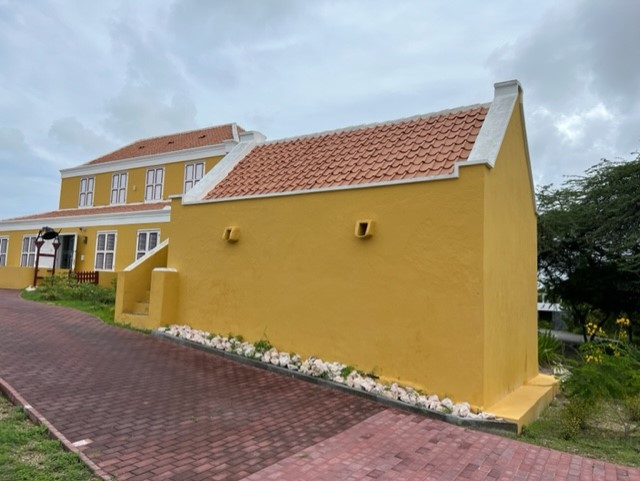
Regenbak Landhuis Rooi Catootje
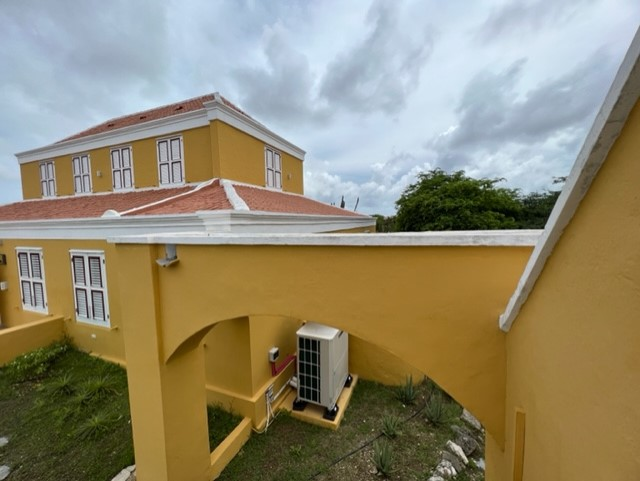
Aquaduct Landhuis Rooi Catootje
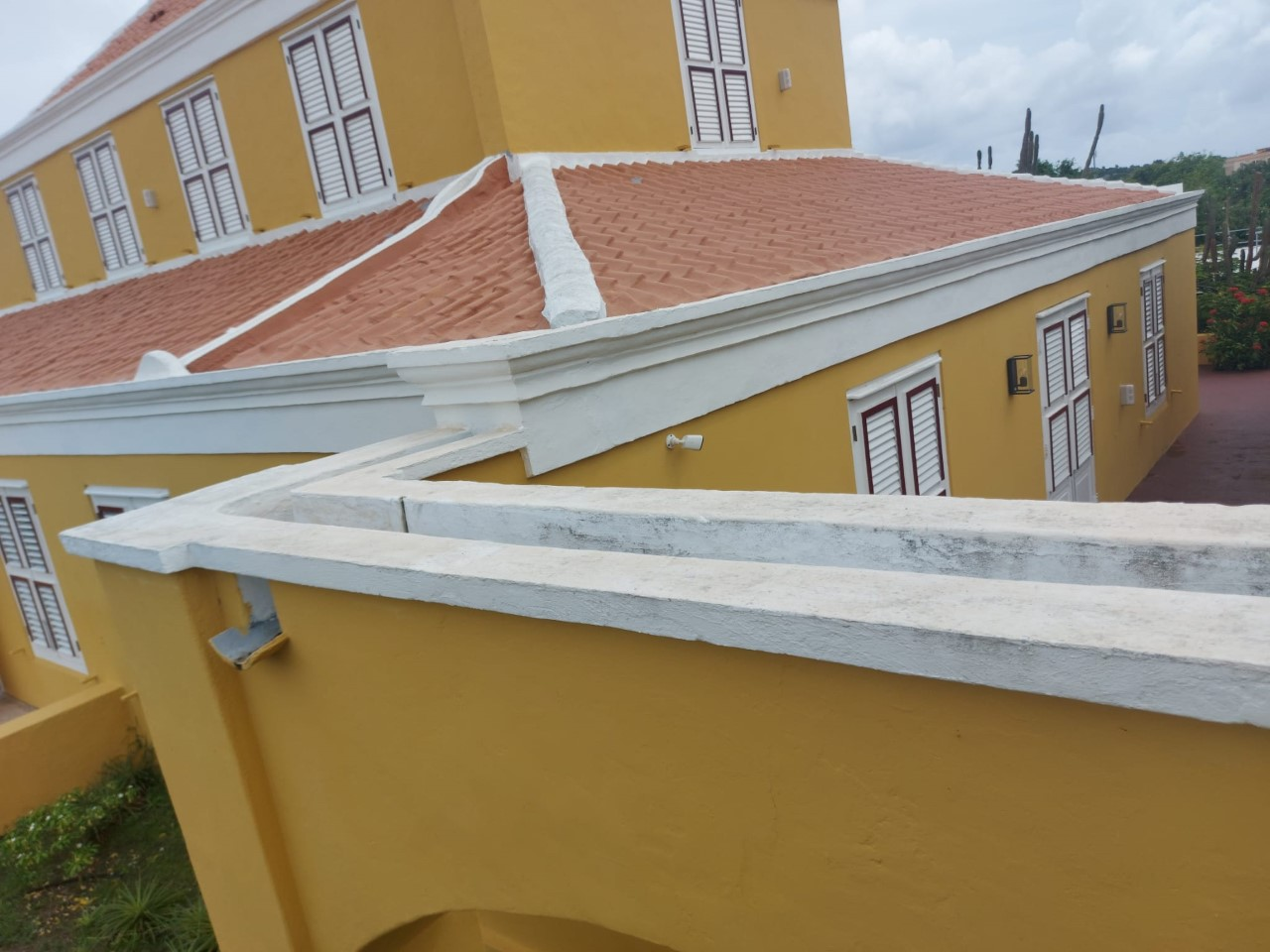
Bovenaanzicht aquaduct Landhuis Rooi Catootje
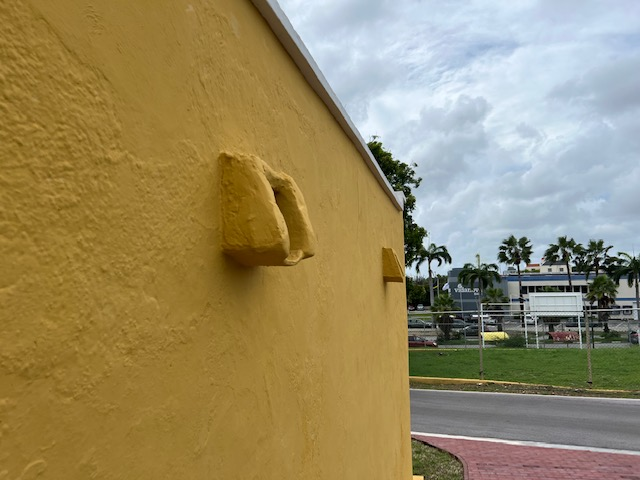
Overloopspuwer regenbak Landhuis Rooi Catootje
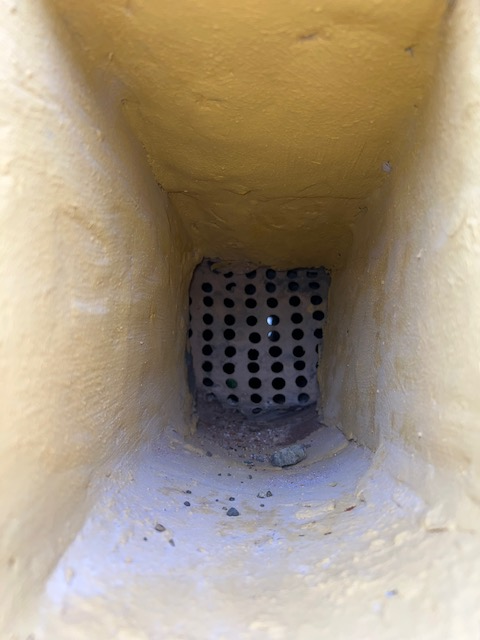
Binnenkant overloopspuwer regenbak landhuis Rooi Catootje